# 1985 год в театре
1985 год в театре

## События
- 10 января — в Стокгольме открылся Бульварный театр[англ.].

### Постановки
- Премьера балета «Золушка» в авангардной постановке Маги Марен, Лионский балет, Франция.
- 25 февраля — премьера спектакля Геннадия Егорова «Процесс» по мотивам киноповести Эбби Манна «Суд в Нюрнберге» на сцене Ленинградского театра им. Ленинского комсомола[1][2].

## Деятели театра
- 2 ноября — Лоран Илер и Изабель Герен[фр.] объявлены «этуалями» Парижской оперы.

### Родились
- 23 июля, Москва — Анастасья Меськова, российская артистка балета и актриса кино.
- 6 сентября, Киев — Дмитрий Ступка, украинский актёр театра и кино.
- 19 декабря — Зоя Кузьмина, театральная актриса.
- 20 декабря, Ленинград — Елизавета Боярская, российская актриса театра и кино.

### Скончались
- 1 января — Аркадий Цинман, советский актёр театра и кино.
- 1 января — Бено Блахут, чехословацкий оперный певец, народный артист Чехословакии.
- 1 февраля — Ипполит Хвичия, советский актёр театра и кино, народный артист Грузинской ССР.
- 24 марта, Тбилиси — Илья Сухишвили, грузинский артист балета и балетмейстер, народный артист СССР (1958).
- 24 марта — Сандер Проси, актёр театра и кино, профессор, народный артист Албании.
- 16 июня — Эрнст Орвиль, норвежский драматург.
- 15 июля — Александра Воронович, советская российская и украинская актриса театра, народная артистка СССР (1954).
- 4 октября, Москва — Глеб Стриженов, советский актёр театра и кино, заслуженный артист РСФСР (1974).
- 10 октября, Нью-Йорк — Юл Бриннер, американский актёр театра и кино.
- 29 октября, Москва — Александр Плисецкий, артист балета и балетмейстер, солист Большого театра.
- 18 ноября — Борис Коковкин, советский актёр театра и кино.